# Arenaria cikaea
Arenaria cikaea är en nejlikväxtart som beskrevs av Friedrich Karl Meyer. Arenaria cikaea ingår i släktet narvar, och familjen nejlikväxter. Inga underarter finns listade i Catalogue of Life.